# Tsuno (Kōchi)
Tsuno (津野町 Tsuno-chō?) es un pueblo localizado en la prefectura de Kōchi, Japón. En junio de 2019 tenía una población estimada de 5.382 habitantes y una densidad de población de 27,2 personas por km². Su área total es de 197,85 km².

## Geografía

### Localidades circundantes
- Prefectura de Kōchi
  - Nakatosa
  - Niyodogawa
  - Ochi
  - Sakawa
  - Shimanto
  - Susaki
  - Yusuhara
- Prefectura de Ehime
  - Kumakōgen

## Demografía
Según los datos del censo japonés, esta es la población de Tsuno en los últimos años.
| 1995  | 2000  | 2005  | 2010  | 2015  |
| ----- | ----- | ----- | ----- | ----- |
| 7.554 | 7.258 | 6.862 | 6.407 | 5.794 |